# 劉元相
劉元相（16世紀—17世紀），字我忠，廣西桂林府全州長鄉石鼓人，明朝政治人物。

## 生平
劉元相侍奉繼母孝順，是隆慶元年（1567年）的舉人，授華容教諭，轉任嘉魚知縣、肇慶通判都有名聲，陞高州同知，當時羅旁地區剛平定，都臣建議設立封門、函口、南鄉、富霖四所防盜，讓他專責此事，他不滿一個月就完成。守衛函口的衛所經歷楊照病逝，士卒大多死於瘴疫，新任經歷黃允中不願前往，上請遷移衛所，上級許可，他卻力爭說：「函口西接巨崗，南界高涼，是瑤族、僚人出入處，沒有函口就沒有西山。人臣為國守衛封疆，允中不去，讓我去吧。」於是中止遷移衛所一事，很快他因勞累而去世。

## 引用
1. 1 2  嘉慶《全州志·卷八·人物上》：劉元相，字我忠，長鄉石鼓人，隆慶丁卯舉人，事繼母以孝聞，初授華容教諭，泊令嘉魚、倅肇慶俱有聲；陞高州同知，羅旁始平，都臣建議封門、函口、南鄉、富霖四所防盜，重公才令專董其事，公經營有法，不踰月完版。時參軍楊照守函口病卒，士卒死於瘴疫者半，代楊照者黃允中憚行，議遷其地，當路許可，公力爭曰：「函口西接巨崗，南界高涼，實猺獠出入之險，無函口是無西山也。人臣為國守封疆，允中不往，請以身居之。」議遂寢。其後西山諸境晏然無事，皆元相之功，後竟以勞瘁卒。 省志
2. ↑  光緒《高州府志·卷二十五·宦績傳》：劉元相，字我忠，全州人，隆慶丁卯舉人，事繼母以孝聞，初授華容教諭，洎令嘉魚、判肇慶俱有聲；遷高州同知，羅旁始平，督臣建議封門、函口、南鄉、富林四所防盜，重元相才令督其事，元相經營有法，不踰月而成。時參軍楊照守函口病卒，士卒之死瘴疫者半，代楊照者黃允中議遷其地，當路許之，元相力爭曰：「函口西接巨岡，南界高涼，實猺獠出入之險，無函口是無西山也。人臣為國守封疆，允中不往，某請代之。」議遂寢。其後西山諸境宴然無事，皆元相功也，後竟以勞瘁卒。 《粵西文載》